# Polski Związek Futbolu Stołowego
Polski Związek Futbolu Stołowego – związek stowarzyszeń sportowych, działający na terenie Rzeczypospolitej Polskiej. PZFS jest członkiem światowej federacji futbolu stołowego ITSF. Został założony w 2009 roku i zrzesza kluby piłki stołowej działające w poszczególnych województwach. PZFS prowadzi również ogólnopolski ranking graczy oraz wystawia reprezentację kraju składającą się z najlepszych zawodników w danym sezonie.

## Zarząd
Zarząd PZFS wybierany jest przez Walne Zgromadzenie Delegatów na okres trzech lat

## Kluby zrzeszone w PZFS
Członkami Polskiego Związku Futbolu Stołowego są następujące kluby sportowe:
- Warszawski Klub Futbolu Stołowego – WKFS
- Wrocławski Klub Piłki Stołowej – WKPS
- Wielkopolska Liga Piłki Stołowej – WLPS
- Toruński Klub Futbolu Stołowego – TKFS
- Trójmiejski Klub Piłki Stołowej – 3KPS
- Ełcki Klub Futbolu Stołowego – EKFS
- Chorzowski Klub Futbolu Stołowego – ChKFS
- Krakowski Klub Piłki Stołowej – KKPS
- Myślenicki Klub Futbolu Stołowego – MKFS
- Łódzki Klub Futbolu Stołowego – ŁKFS
- United School of Foosball – USF

W kraju istnieje więcej klubów piłki stołowej (m.in. w Bydgoszczy, Szczecinie, Radomiu, Koszalinie, Rzeszowie, Opolu), jednak nie wszystkie są zrzeszone w PZFS.

## Rozgrywki
Rozgrywki odbywają się na wielu szczeblach, od lig wewnętrznych w poszczególnych klubach, poprzez Mistrzostwa Województw do Mistrzostw Polski. Z pięciu oficjalnych stołów zatwierdzonych przez ITSF, w Polsce do około 2015 roku zdecydowanie najpopularniejszymi były stoły włoskiej firmy Garlando. Na nich rozgrywane były lokalne ligi oraz większe turnieje, był to także „domowy” stolik Reprezentacji Polski na Mistrzostwach Świata organizowanych przez ITSF. W 2014 roku na polskim rynku pojawiła się niemiecka marka Leonhart, która z czasem wyparła firmę Garlando. Od 2018 turnieje na stole Garlando są rozgrywane bardzo rzadko, a najpopularniejszym stołem w Polsce jest stół firmy Leonhart, na którym rozgrywa się lokalne ligi, Mistrzostwa Polski i Klubowe Mistrzostwa Polski.

### Mistrzostwa Polski Leonhart
Pierwsze Mistrzostwa Polski Leonhart zostały rozegrane na początku marca 2014 roku we Wrocławiu. Z powodu spadku popularności modelu firmy Garlando to właśnie Leonhart jest aktualnie najpopularniejszym stołem w Polsce.
Rozgrywki toczą się w wielu kategoriach, z których najważniejsze to Single Open, Pary Open, Single Kobiet oraz Pary Kobiet. Obecnie jest to najbardziej prestiżowy i znaczący turniej w kraju. W 2025 roku Mistrzami Polski zostali:
- Single Open: Justus Aust
- Pary Open: Mateusz Fudala i Michał Lipiński
- Single Kobiet: Veronika Kralova
- Pary Kobiet: Anna Lamperska i Katarzyna Kiczke

### Mistrzostwa Polski Garlando
Rozgrywane od 2001 do 2018 roku. Niegdyś najbardziej prestiżowa impreza w Polsce. Rozgrywki toczą się w wielu kategoriach, z których najważniejsze to Single Open, Pary Open, Single Kobiet oraz Pary Kobiet. W 2018 roku Mistrzami Polski zostali:
- Single Open: Miłosz Kraiński
- Pary Open: Jacek Raczkier i Miłosz Kraiński
- Single Kobiet: Karolina Kłos
- Pary Kobiet: Anna Otrębska i Katarzyna Cedrowicz

### Klubowe Mistrzostwa Polski
Od 2006 roku organizowane są także Klubowe Mistrzostwa Polski – rywalizacja drużynowa do której przystąpić mogą kluby zrzeszone w PZFS. Rozgrywki toczą się w drużynach 9-osobowych, ponieważ zespoły rywalizujące ze sobą bezpośrednio w pojedynku muszą rozegrać mecze w różnych kategoriach, a każdy zawodnik może zagrać tylko raz. Zwycięzca Klubowych Mistrzostw Polski, oprócz tytułu najlepszej drużyny w kraju, zdobywa też kwalifikację do Europejskiej Ligi Mistrzów odbywającej się raz w roku w Wiedniu. Od 2013 roku Klubowe Mistrzostwa Polski są podzielone na kategorie męską i żeńską.  W latach 2020–2021 turnieju nie rozgrywano z powodu pandemii Covid-19. Najbardziej utytułowanym klubem w kraju jest Toruński Klub Futbolu Stołowego (12 tytułów mistrzowskich)
| Rok  | Konkurencja męska                | Konkurencja żeńska                |
| ---- | -------------------------------- | --------------------------------- |
| 2006 | Łódzki Klub Futbolu Stołowego    | nie rozegrano                     |
| 2007 | Łódzki Klub Futbolu Stołowego    | nie rozegrano                     |
| 2008 | Toruński Klub Futbolu Stołowego  | nie rozegrano                     |
| 2009 | Toruński Klub Futbolu Stołowego  | nie rozegrano                     |
| 2010 | Wielkopolska Liga Piłki Stołowej | nie rozegrano                     |
| 2011 | Wrocławski Klub Piłki Stołowej   | nie rozegrano                     |
| 2012 | Wielkopolska Liga Piłki Stołowej | nie rozegrano                     |
| 2013 | Wrocławski Klub Piłki Stołowej   | Warszawski Klub Futbolu Stołowego |
| 2014 | Toruński Klub Futbolu Stołowego  | Toruński Klub Futbolu Stołowego   |
| 2015 | Toruński Klub Futbolu Stołowego  | Toruński Klub Futbolu Stołowego   |
| 2016 | Wrocławski Klub Piłki Stołowej   | Toruński Klub Futbolu Stołowego   |
| 2017 | Toruński Klub Futbolu Stołowego  | Warszawski Klub Futbolu Stołowego |
| 2018 | Toruński Klub Futbolu Stołowego  | Toruński Klub Futbolu Stołowego   |
| 2019 | Toruński Klub Futbolu Stołowego  | Łódzki Klub Futbolu Stołowego     |
| 2020 | Mistrzostwa nie odbyły się       | Mistrzostwa nie odbyły się        |
| 2021 | Mistrzostwa nie odbyły się       | Mistrzostwa nie odbyły się        |
| 2022 | Wrocławski Klub Piłki Stołowej   | nie rozegrano                     |
| 2023 | Krakowski Klub Piłki Stołowej    | nie rozegrano                     |
| 2024 | Krakowski Klub Piłki Stołowej    | nie rozegrano                     |
| 2025 | Toruński Klub Futbolu Stołowego  | United School of Foosball         |